# Шведско-руска война (1788 – 1790)
Шведско-руската война от 1788 – 1790, известна като „Руската война на Густав III“ е оглавявана от Швеция коалиционна военна кампания с предимно морски бойни действия срещу Русия в района на Балтийско море.
- Густав III
- Екатерина II Велика
- Кристиан VII